# 活米村
活米村（英語：Hogsmeade Village）是英國奇幻小說《哈利波特》中的虛構村莊，位在蘇格蘭高地，霍格華茲魔法與巫術學院的附近，為英國魔法界唯一一個居民完全是巫師、沒有麻瓜的村落。霍格華茲三年級以上的學生可在周末時至活米村郊遊，但須經父母或監護人同意。

## 地理
活米村外觀看起來「就像一張聖誕賀卡」:82，由不同小屋和商店組成，著名的鬼屋尖叫屋也位於該村內。
- 活米村站力
- 德維與班吉禮品店
- 風雅氏高級巫師服飾商店
- 泥腳夫人茶館：是霍格華茲學生情侶間約會的地方，哈利·波特與張秋曾在此約會。
- 活米村郵局
- 尖叫屋：位在活米村的郊外，有英國最著名鬼屋之稱。
- 寫字人羽毛筆店
- 三根掃帚：由羅梅塔夫人經營，是活米村內兩家酒吧之一。
- 豬頭酒吧：由阿波佛·鄧不利多經營。
- 蜂蜜公爵糖果店

## 電影
哈利波特系列電影的美術指導斯圖亞特·克雷格等人決定讓片裡的活米村永久處於雪景之中。在片裡出現的活米村部分是用實景模型（用作全景拍攝）或數位模型拍攝的；而一些場景如商店、酒館皆是按比例建造的布景，以人造雪覆蓋。
活米村的建築模式主要仿自17世紀的蘇格蘭建築風格，房屋皆是用花崗岩建造。美術團隊很早就決定讓活米村的所有建築物都是傾斜的，「每棟建築都要被扭曲、歪斜或彎曲，每棟建築都要與它鄰近的建築斜向不同的方向」。

## 現實中的景點
奧蘭多環球影城度假村和日本環球影城的「哈利波特的魔法世界」內皆包含了活米村的景區。